# 글래스 (영화)
《글래스》(영어: Glass)는 2019년 개봉된 미국의 스릴러 영화이다. M. 나이트 샤말란이 감독과 각본을 맡았다. 2000년 영화 《언브레이커블》과 2016년 영화 《23 아이덴티티》에 이은 "이스트레일 177 3부작"의 마지막 작품이다.

## 출연진
주연
- 제임스 맥어보이 - 케빈 / 비스트/ 패트리샤 / 데니스 / 헤드윅 / 배리 / 제이드 / 오웰 역
- 브루스 윌리스 - 데이빗 던 역
- 새뮤얼 L. 잭슨 - 엘리야 프라이스 / 미스터 글래스 역
- 아니아 테일러조이 - 케이시 쿡 역
- 사라 폴슨 - 엘리 스테이플 박사 역

조연
- 스펜서 트리트 클락 - 조셉 던 역
- 루크 커비 - 피어스 역
- 아담 데이비드 톰슨 - 다릴 역
- 샬레인 우다드 - 엘리야의 엄마 역
- 김재훈 - 허치원 역